# Виноградов, Пётр Алексеевич (архитектор)
Пётр Алексе́евич Виногра́дов (28 июня 1858, Москва — 18 марта 1910, Москва) — русский архитектор.

## Биография
П. А. Виноградов родился 28 июня (10 июля) 1858 года, крещён в Успенской на Остоженке церкви.
В 1885 году окончил Московское училище живописи, ваяния и зодчества, получив звание классного художника архитектуры с предоставлением  права  Потомственного Почетного гражданина. 
Работал на строительстве Александровских казарм (Подольское шоссе, 8). В 1887—1895 годах участвовал в возведении университетских клиник на Девичьем Поле. В 1895—1897 годах служил московским участковым архитектором. Состоял архитектором при учреждениях Г. Г. Солодовникова и Гурьевской богадельни. 
Умер 18 (31) марта 1910 года. Похоронен в Москве на Ваганьковском кладбище; могила утрачена.

## Проекты и постройки

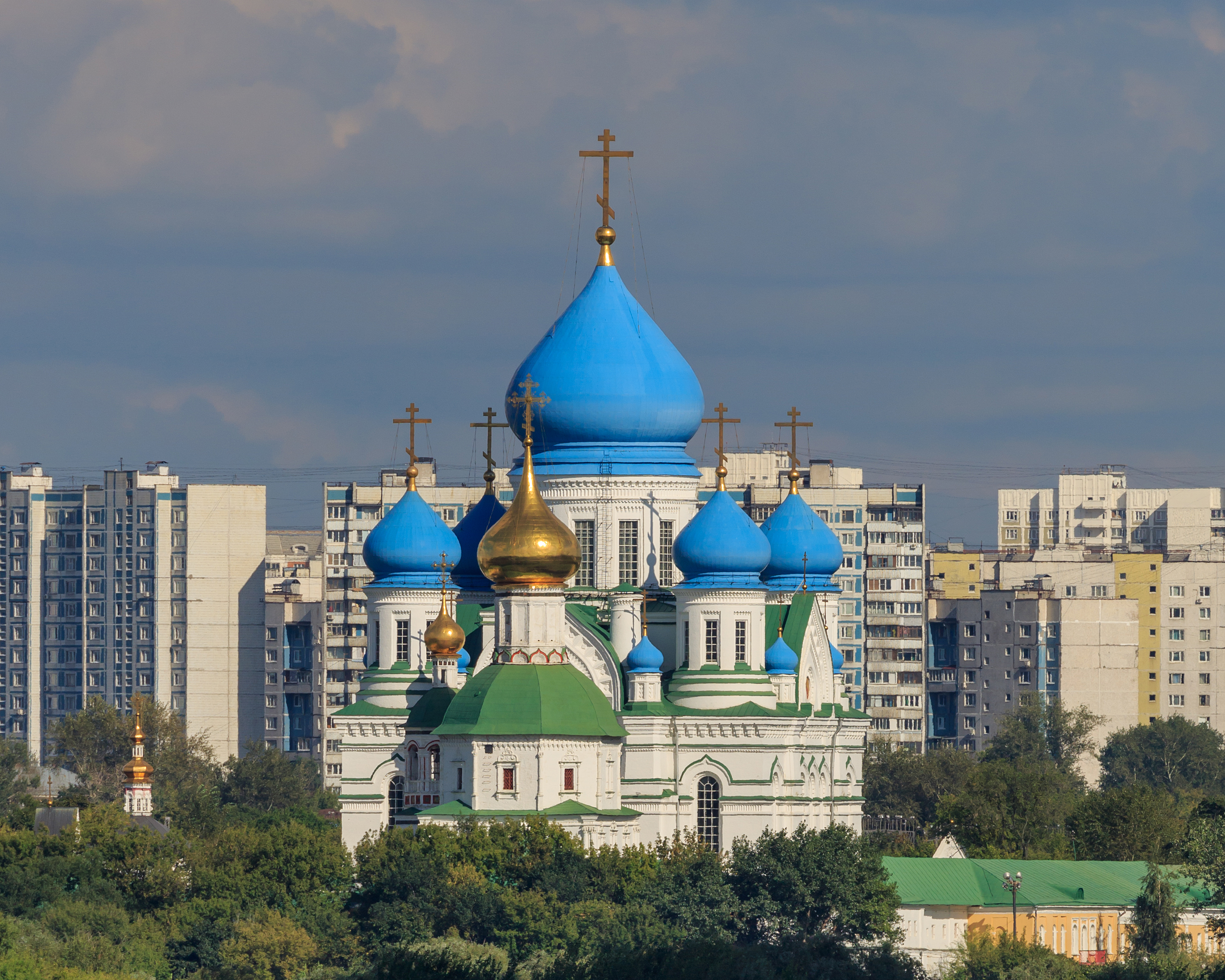
Собор Иверской иконы Божьей Матери Николо-Перервинского монастыря

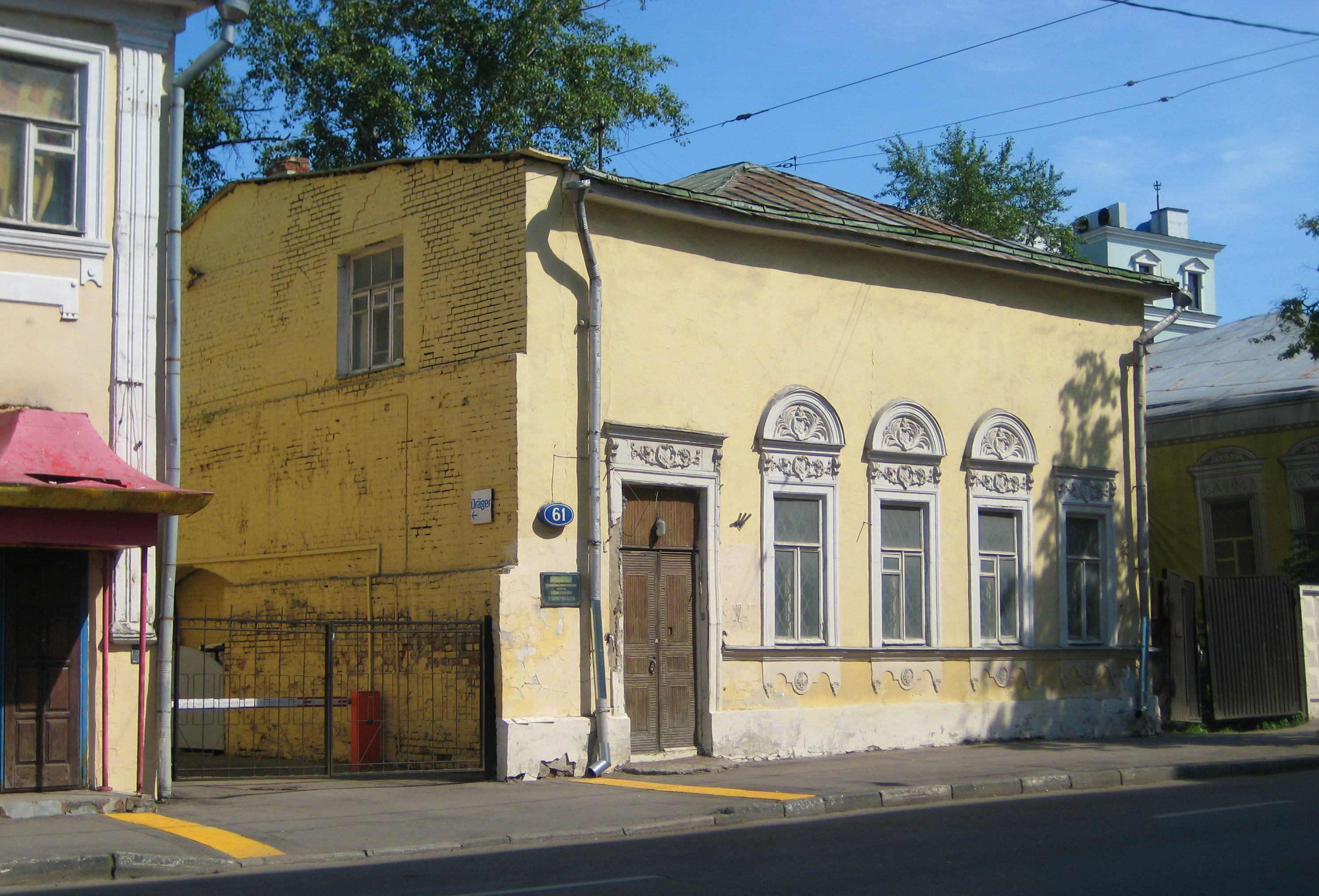
Флигель городской усадьбы Д. Ф. Новикова — А. Н. Давыдова

- Доходный дом (1876—1877, Арбат, 55/32);
- Доходный дом (1879, Бродников переулок, 7)[1];
- Флигель городской усадьбы Д. Ф. Новикова — А. Н. Давыдова (1881, Москва, Улица Большая Ордынка, 61, стр. 2), выявленный объект культурного наследия[1];
- Троицкий собор Выксунского Иверского монастыря (1895—1903, Выкса), руинирован, ныне восстанавливается[2];
- Здание шелкокрутильной фабрики (1896, Москва, Малая Пироговская улица, 6—8);
- Доходный дом (1899, Москва, Новая Басманная, 35);
- Приют на даче Александро-Мариинского дома призрения (1900, Дмитровский уезд);
- Московский епархиальный дом (1902, Москва, Лихов переулок, 6), выявленный объект культурного наследия[1];
- Деревянная церковь в честь Гребневской иконы Божией Матери (1902, Клязьма, улица Лермонтова, 20), сгорела в 2007 году[3];
- Реконструкция церкви Иоанна Златоуста в Рождественском монастыре (1903, Москва, Улица Рождественка, 18—20);
- Перестройка Собора Воскресения Словущего (Воскресенского собора) (1903, Корчева), взорван в связи с затоплением города Иваньковским водохранилищем[4];
- Собор Иверской иконы Божьей Матери Николо-Перервинского монастыря (1904, Москва, Шоссейная улица, 82), объект культурного наследия регионального значения[1];
- Трапезная Рождественского монастыря (1904, Москва, Улица Рождественка, 18—20);
- Пристройка к Гурьевской богадельне (1904, Москва, Второй Щипковский переулок, 6);
- Здание Реального училища (1908, Владимир, Никитская улица, 1), ныне — один из корпусов Владимирского государственного университета[5];
- Торговые помещения (1910, Москва, Мясницкая улица, 3, правое строение);
- Доходный дом (1910, Москва, Большой Каретный переулок, 19);
- Доходный дом церкви Святого Тихона у Арбатских ворот (1910, Москва, Гоголевский бульвар, 33/1), заявленный объект культурного наследия[1];
- Церковь Трех Святителей Скорбященского монастыря (1910, Москва), не сохранилась;
- Перестройка в Даниловом монастыре (1903, Москва) надвратной подколокольной церкви прп. Симеона Столпника;
- Перестройка церкви Михаила Архангела в с. Талдом Калязинского уезда Тверской губернии (1894—1896);
- Старообрядческая церковь архангела Михаила в с. Талдом Калязинского уезда Тверской губернии (1906);
- Перестройка Воскресенской кладбищенской церкви в Подольске (1903);
- Домовая церковь во имя ап. Иоанна Богослова в Спасо-Вифанской семинарии (1892).

## Семья
Информации о семье и прямых потомках П. А. Виноградова нет.
В Костроме живёт его троюродный правнучатый племянник С. Ю. Виноградов.